# Cereus lanosus
Cereus lanosus ist eine Pflanzenart in der Gattung Cereus aus der Familie der Kakteengewächse (Cactaceae). Das Artepitheton lanosus stammt aus dem Lateinischen, bedeutet ‚wollig‘ und verweist auf die lange Wolle der Areolen der Art.

## Beschreibung
Cereus lanosus wächst strauchig mit reich verzweigten, halb niederliegenden Trieben und erreichte Wuchshöhen von bis zu 1,5 Meter. Die lang zylindrischen, blaugrünen, Triebe weisen Durchmesser von 5 bis 7 Zentimeter auf. Es sind fünf bis sieben Rippen vorhanden, die bis zu 2,5 Zentimeter hoch sind. Die darauf befindlichen kreisrunden Areolen sind mit langer weißer Wolle besetzt. Die daraus entspringenden 10 bis 14 geraden, nadeligen Dornen sind orange und besitzen eine rötliche Basis. Sie 4 bis 10 Millimeter lang.
Über Blüten, Früchte und Samen ist nichts bekannt.

## Verbreitung, Systematik und Gefährdung
Cereus lanosus ist im brasilianischen Bundesstaat Mato Grosso do Sul sowie in Paraguay im Departamento Cordillera verbreitet.
Die Erstbeschreibung als Piptanthocereus lanosus wurde 1979 von Friedrich Ritter veröffentlicht. Pierre Josef Braun stellte die Art 1988 in die Gattung Cereus.
In der Roten Liste gefährdeter Arten der IUCN wird die Art als „Least Concern (LC)“, d. h. als nicht gefährdet geführt.

## Nachweise